# Domênico Monegário

Domênico Monegário foi um doge da República de Veneza, responsável por transformar a cidade de uma vila de pescadores para um porto mercante.